# Iván Silva
Pour les articles homonymes, voir Silva.
Iván Silva Alberola (né le 12 juin 1982 à Barcelone) est un pilote de vitesse moto espagnol.

## Carrière
Il est employé par Ducati en tant que pilote d'essai pour le championnat de MotoGP et aussi en compétition dans le championnat d'Espagne de Formule Xtreme, avec l'équipe de  D'Antin.
Silva a fait occasionnellement des apparitions dans quelques course en MotoGP. Après être apparu dans la saison 2005 , il court pour D'Antin à Donington Park et à  Brno en 2006, en remplacement de leur coureur régulier Alex Hofmann qui officiait pour Sete Gibernau sur la mise au point d'une Ducati. Malgré l'envie de réaliser une saison complète pour la  saison 2007, il reste dans son rôle de pilote d'essai, mais court encore une fois pour l'équipe à Brno pour le Grand Prix de République tchèque, cette fois en remplacement de Hofmann blessé. Il commente cette opportunité par "Je suis heureux d'avoir la possibilité de me lancer à nouveau en MotoGP, surtout cette année où nous avons à notre disposition les meilleurs pneus et partie cycle du moment", bien que sa performance ne soit pas au rendez-vous - il termine dernier dans toutes les séances d'essais et en qualifications, en dépit de la pôle de Casey Stoner avec des équipements identiques 
Il a également participé dans le Championnat du monde de Superbike  2005 sur le circuit international de Losail au Qatar pour l'équipe La Glisse, en prenant la 7e place dans la course.

## Résultats

### Par saison
| Saison | Catégorie | Moto    | Course | Victoire | Podium | Pole position | Record du tour | Points | Classement final |
| ------ | --------- | ------- | ------ | -------- | ------ | ------------- | -------------- | ------ | ---------------- |
| 1998   | 250 cm³   | Honda   | 1      | 0        | 0      | 0             | 0              | 0      | NC               |
| 1999   | 250 cm³   | Honda   | 1      | 0        | 0      | 0             | 0              | 0      | NC               |
| 2001   | 250 cm³   | Honda   | 1      | 0        | 0      | 0             | 0              | 0      | NC               |
| 2004   | 250 cm³   | Aprilia | 1      | 0        | 0      | 0             | 0              | 0      | NC               |
| 2006   | MotoGP    | Ducati  | 3      | 0        | 0      | 0             | 0              | 0      | NC               |
| 2007   | MotoGP    | Ducati  | 1      | 0        | 0      | 0             | 0              | 0      | NC               |
| 2012   | MotoGP    | BQR-FTR | 8      | 0        | 0      | 0             | 0              | 5*     | 20th*            |
| 2012   | MotoGP    | BQR     | 8      | 0        | 0      | 0             | 0              | 5*     | 20th*            |
| Total  |           |         | 16     | 0        | 0      | 0             | 0              | 5      |                  |

- * Saison en cours.

### Par catégorie
| Catégorie | Saisons               | 1er Grand Prix | 1er podium | 1ere victoire | Course | Victoire | Podiums | Pole position | Record du tour | Points | Classement au championnat |
| --------- | --------------------- | -------------- | ---------- | ------------- | ------ | -------- | ------- | ------------- | -------------- | ------ | ------------------------- |
| 250 cm³   | 1998–1999, 2001, 2004 | Catalogne 1998 |            |               | 4      | 0        | 0       | 0             | 0              | 0      | 0                         |
| MotoGP    | 2006–2007, 2012–      | Pays-Bas 2006  |            |               | 12     | 0        | 0       | 0             | 0              | 5      | 0                         |

### Courses par année
(Les courses en italique indiquent le record du tour)
| Année | Catégorie | Moto    | 1      | 2       | 3       | 4      | 5      | 6       | 7      | 8      | 9       | 10  | 11  | 12      | 13  | 14  | 15  | 16  | 17  | 18  | classement final | Points |
| ----- | --------- | ------- | ------ | ------- | ------- | ------ | ------ | ------- | ------ | ------ | ------- | --- | --- | ------- | --- | --- | --- | --- | --- | --- | ---------------- | ------ |
| 1998  | 250 cm³   | Honda   | JPN    | MAL     | ESP     | ITA    | FRA    | MAD     | NED    | GBR    | GER     | CZE | IMO | CAT Ret | AUS | ARG |     |     |     |     | NC               | 0      |
| 1999  | 250 cm³   | Honda   | MAL    | JPN     | ESP     | FRA    | ITA    | CAT Ret | NED    | GBR    | GER     | CZE | IMO | VAL     | AUS | RSA | RIO | ARG |     |     | NC               | 0      |
| 2001  | 250 cm³   | Honda   | JPN    | RSA Ret | SPA     | FRA    | ITA    | CAT     | NED    | GBR    | GER     | CZE | POR | VAL     | PAC | AUS | MAL | RIO |     |     | NC               | 0      |
| 2004  | 250 cm³   | Aprilia | RSA    | SPA     | FRA     | ITA    | CAT    | NED 22  | RIO    | GER    | GBR     | CZE | POR | JPN     | QAT | MAL | AUS | VAL |     |     | NC               | 0      |
| 2006  | MotoGP    | Ducati  | SPA    | QAT     | TUR     | CHN    | FRA    | ITA     | CAT    | NED 16 | GBR Ret | GER | USA | CZE 18  | MAL | AUS | JPN | POR | VAL |     | NC               | 0      |
| 2007  | MotoGP    | Ducati  | QAT    | SPA     | TUR     | CHN    | FRA    | ITA     | CAT    | GBR    | NED     | GER | USA | CZE 16  | RSM | POR | JPN | AUS | MAL | VAL | NC               | 0      |
| 2012  | MotoGP    | BQR-FTR | QAT 16 |         |         |        |        |         |        |        |         |     |     |         |     |     |     |     |     |     | 20e              | 5      |
| 2012  | MotoGP    | BQR     |        | SPA 15  | POR Ret | FRA 18 | CAT 20 | GBR 18  | NED 12 | GER 18 | ITA     | USA | IND | CZE     | RSM | ARA | JPN | MAL | AUS | VAL | 20e              | 5      |